# ポチョス通り駅
座標: 北緯47度28分7秒 東経19度7分1秒 / 北緯47.46861度 東経19.11694度
ポチョス通り駅（ポチョスどおりえき、洪：Pöttyös utca）は、ハンガリー共和国ブダペスト市に位置するブダペスト地下鉄3号線の駅である。

## 駅構造
- 相対式ホーム2面2線を有す地下駅。
- 地下5.6m地点に存在する。

## 駅周辺
住宅街が広がる。

## 歴史
- 1980年3月29日 - 開業。

## 隣の駅
ブダペスト地下鉄
■3号線
エチェリ通り駅 - ポチョス通り駅 - ハタール通り駅